# Шияковско македонско благотворително братство
Шияковското благотворително братство „Будим“ е организация на бежанците от областта Македония, установили се в никополското село Шияково.

## История
Учредено е край Свиленград, преди още бежанците да бъдат настанени в Шияково на 15 юни 1925 година от бежанци от село Бутим, Драмско. Участват 32 делегати, които избират ръководство в състав Георги Великов (председател), Атанас Ангелов (секретар), Мавроди Трифонов (подпредседател), Атанас Великов (касиер), Петър Кръстев, Атанас Бажов и Иван Захариев членове съветници. На 22 юни в Шияково вече братството се конституира наново в състав Георги П. Серафимов (председател), Мавроди Мажиров (подпредседател), А. Антов (секретар), Иван Димитров (касиер), а съветници са Петър Кръстев, Христодор Маринов и Ангел Димитров.
През 1936 година в управителния съвет са Иван Илиев Гербиджанов (председател), Костадин Д. Шопов (подпредседател), Велико Ат. Серафимов (секретар) и Божик Тасев Величков (касиер). В контролната комисия влизат Никола Тоз. Ойнаков (председател), Георги Тод. Зърналиев (член) и Георги П. Калайджиев (член).